# John Jerome Healy
Pour les articles homonymes, voir Healy (homonymie).
John Jerome Healy, né le 24 janvier 1840 à Bandon, comté de Cork (Irlande) et mort le 15 septembre 1908 à Seattle, est un aventurier, chercheur d'or et homme d'affaires américain.

## Biographie
Né le 24 janvier 1840 à Bandon, Healy débarque aux États-Unis au lendemain de la grande famine en 1853. Il vit de diverses activités plus ou moins légales dont la flibusterie avant de pratiquer un important trafic illicite de whisky.
En 1869, il fonde un fort au confluent des rivières Belly et St-Mary pour y commercer le whisky. Ce fort deviendra la ville de Lethbridge.
Prospecteur et shérif (1880), il établit divers autres forts ainsi que le premier poste commercial de Dyea en Alaska en 1886.
Directeur de la North American Transportation and Trading Company of Alaska de 1894 à 1904,, il est arrêté pour vol et blanchiment d’argent le 12 mai 1904 à Dawson City.
Dans le roman de Jules Verne Le Volcan d'or où il est cité dans le chapitre II de la première partie, son syndicat essaie malhonnêtement d'acquérir le claim 129 du Forty Miles Creek aux dépens des héros du roman.
La ville de Healy ainsi qu'un col dans les Rocheuses ont été nommés en son honneur,.